# Ліам Пейн
Ліам Джеймс Пейн (англ. Liam James Payne; 29 серпня 1993, Вулвергемптон — 16 жовтня 2024, Палермо (Буенос-Айрес) — британський співак, один з пʼяти учасників британсько-ірландської групи One Direction, створеної в 2010 році.

## Біографія

### Дитинство і шкільне життя
Ліам Джеймс Пейн народився 29 серпня 1993 на три тижні раніше необхідного терміну в місті Вулвергемптоні, графства Вест-Мідлендс, Велика Британія. При народженні з'ясувалося, що його права нирка повністю не функціонує, тому Ліам до 4 років здавав аналізи в лікарні.
Однак у серпні 2012 року Ліам заявив про те, що обидві нирки працюють. У школі брав активну участь у спортивних змаганнях і входив до збірної з бігу. Ліам посів перше місце з бігу на пересіченій місцевості, після цього почав займатися бігом професійно. У віці 12 років Ліам записався в команду баскетболістів, але відразу ж після потрапляння в команду товариші почали знущатися над ним, після чого йому довелося найняти тренера з боксу для самооборони.

### Кар'єра
У 2008 році 14-річний Ліам записався на прослуховування п'ятого сезону шоу британського The X Factor. Однак його суддя Саймон Коуелл вважав, що він був ще недостатньо готовий для їхнього шоу в цьому віці, після чого відправив Ліама назад в Вулвергемптон.
У 2010 році Пейн повернувся вже на сьомий сезон The X Factor в 16 років з піснею «Cry Me a River» Елли Фіцджеральд, яку, за його словами, присвятив своїй колишній дівчині як розплату за те, що вона була йому невірна, і тут же отримав три «так» від суддів. Ліам претендував на роль сольного артиста, але після пропозиції запрошеної судді Ніколь Шерзінгер, Саймон Коуелл об'єднав його і чотирьох хлопців — Найла Хорана, Зейна Маліка, Гаррі Стайлса і Луї Томлінсона в одну групу під назвою «One Direction». «1D» протрималися на проєкті довгий час, але фінішували третіми, пропустивши вперед Ребекку Фергюсон і переможця сезону Метта Кардла.

### One Direction
На початку 2011 року група вирушила в турне по країні, разом з іншими учасниками проєкту The X Factor, паралельно збираючи матеріал на свій перший альбом. Вже в листопаді група випустила свій перший альбом «Up All Night».
У лютому 2012 року за свій перший сингл «What Makes You Beautiful», група «One Direction» отримала премію BRIT Award в номінації «Найкращий британський сингл». 12 листопада 2012 відбувся реліз другого альбому «One Direction» під назвою «Take Me Home». Сингл «Live While We're Young» представляє новий альбом, домігся світового успіху, зайнявши перші рядки в чартах Ірландії та Нової Зеландії і потрапивши в десятку хіт-парадів в кожній країні, в якій був представлений. Продажі в перший день релізу склали більше 314 000 копій, внаслідок чого сингл був відзначений як найшвидше  продаваний сингл британського гурту, і посів третє місце за кількістю завантажень серед всіх музичних груп.

### Особисте життя
У 2010 році Пейн познайомився з танцюристкою Даніель Пізер на шоу The X Factor. Їхні стосунки тривали до травня 2013 року, після чого пара оголосила про розставання.У серпні 2013 стало точно відомо, що у Ліама з'явилася нова дівчина — Софія Сміт. Пара розлучилась у жовтні 2015 року.  Зустрічався зі співачкою Шеріл Коул, у пари народився син на ім'я Bear. У 2018 році повідомив, що розлучається з Шеріл, а з 2019 зустрічається з британською моделлю, акторкою та філантропкою.

### Смерть
Помер 16 жовтня 2024 року в Аргентині внаслідок падіння з балкону третього поверху готелю.
20 листопада всі його колеги від One Direction та Шеріл Коул були присутні на його похоронах.
У рідному місті йому встановлять пам'ятник.
Вшанування від One Direction
Луї Томлінсон: «Я відчуваю себе надзвичайно щасливим через те, що ти був у моєму житті, але мені дуже важко попрощатися. Я вдячний, що ми стали ще ближчими, коли гурт розпався, годинами розмовляли по телефону, згадуючи тисячу дивовижних моментів, які провели разом. Я хотів би знову опинитися з тобою на одній сцені, але цьому, на жаль, вже не бувати».
Також він додав, що подбає про його сина: «Я буду тим дядьком, який потрібен йому в житті, і розповім йому історії, яким чудовим був його батько».
Зейн Малік: «Коли мені було 17, я завжди сумував за домом, Ліам завжди був поруч із позитивним настроєм та бадьорою посмішкою. Він дав мені знати, що він мій друг і що любить мене. Ти завжди був розумнішим за мене, був впертим та самовпевненим і тобі було начхати, що казати людям, якщо вони помиляються. Не зважаючи на те, що ми кілька разів сварилися через це, я поважав тебе ці риси. Я втратив брата, коли ти залишив нас. Не можу пояснити, що б я відав, аби просто обійняти тебе востаннє, попрощатися незалежним чином і сказати, що дуже любив і поважав тебе».
Гаррі Стайлс: «Його найбільшою радістю було робити інших щасливими. Ліам жив із широко відкритою душею, він був щирим і люблячим, дарував свою підтримку. Роки, які ми провели разом, назавжди залишаться одними з найдорожчих років мого життя. Я завжди сумуватиму за ним, моїм любим другом».
Найл Горан: «Я абсолютно спустошений через смерть мого чудового друга. Ліам мав енергію до життя та пристрасть до роботи. Він був найяскравішим у кожній кімнаті й завжди змушував усіх почуватися щасливими. Мені так пощастило, що я нещодавно зустрів його. На жаль, я не знав, що, попрощавшись і обійнявши його того вечора, я попрощаюся назавжди. Це розриває серце. Люблю тебе, брате».
One Direction: «Ми повністю спустошені новиною про смерть Ліама. Поки що ми приділимо деякий час, щоб оплакувати та пережити втрату нашого брата, якого ми дуже любили. Спогади, якими ми з ним розділили, будуть зберігатися назавжди. Наразі наші думки з його родиною, його друзями та фанатами, які любили його, як і ми. Ми будемо за ним страшенно сумувати. Ми любимо тебе Ліаме».